# فیلیپ نویس
فیلیپ نویس (انگلیسی: Phillip Noyce؛ زادهٔ ۲۹ آوریل ۱۹۵۰) یک فیلم‌ساز استرالیایی‌تبار است. از سال ۱۹۷۷ مشغول فعالیت می‌باشد، او بیش از ۱۹ فیلم سینمایی را در ژانرهای مختلف، از جمله درام تاریخی (حصار ضدخرگوش)، ژانر دلهره‌آور (سکوت قبرستانی) و فیلم اکشن (سالت) را کارگردانی کرده‌است. او همچنین کارگردانی فیلم‌های اقتباسی از شخصیت جک رایان «بازی‌های میهن‌پرستانه» و «خطر آشکار» و فیلم اقتباسی از رمان لوییس لوری فیلم بخشنده را کارگردانی کرده‌است.
نویس با بازیگرانی سرشناسی همچون؛ وال کیلمر، هریسون فورد، دنزل واشینگتن، مایکل کین، آنجلینا جولی، نیکول کیدمن، شارون استون و مریل استریپ همکاری داشته‌است. وی در طول حرفه خود جوایز متعددی از جمله چندین جایزه اکتا و جایزه لانگفورد لین را دریافت کرده‌است. کارهای نویس جوایز متعددی از جمله جوایز اکتا برای بهترین فیلم، بهترین کارگردانی و جایزه ویژه یک عمر دستاورد جایزه لانگفورد لین را برای او به ارمغان آورده‌است.

## زندگی شخصی
نویس سه بار ازدواج کرده‌است. او از سال ۱۹۷۱ تا ۱۹۷۷ با یان چپمن تهیه‌کننده فیلم ازدواج کرد. از سال ۱۹۷۹ تا ۲۰۰۴ با تهیه‌کننده جان شارپ ازدواج کرد که دو فرزند از او دارند. او اکنون با طراح ویو دیاسی ازدواج کرده‌است که از او دو فرزند دارد. نویس از حامیان پرشور دولت کارگری گاف ویتلم بود.

## فیلم‌شناسی

### سینما
| سال  | فیلم                | کارگردان | تهیه‌کننده | فیلم‌نامه‌نویس |
| ---- | ------------------- | -------- | --------- | ------------ |
| ۱۹۷۷ | جاده فرعی           | آری      | آری       | آری          |
| ۱۹۷۸ | ستون خبری           | آری      |           |              |
| ۱۹۸۲ | موج گرما            | آری      |           |              |
| ۱۹۸۷ | پژواک‌های بهشت       | آری      |           |              |
| ۱۹۸۹ | سکوت قبرستانی       | آری      |           |              |
| ۱۹۸۹ | خشم کور             | آری      |           |              |
| ۱۹۹۲ | بازی‌های میهن‌پرستانه | آری      |           |              |
| ۱۹۹۳ | آسمان‌خراش           | آری      |           |              |
| ۱۹۹۴ | خطر آشکار           | آری      |           |              |
| ۱۹۹۷ | قدیس                | آری      |           |              |
| ۱۹۹۹ | شکارچی استخوان      | آری      |           |              |
| ۲۰۰۲ | حصار ضدخرگوش        | آری      | آری       |              |
| ۲۰۰۲ | آمریکایی آرام       | آری      |           |              |
| ۲۰۰۶ | بازی با آتش         | آری      |           |              |
| ۲۰۱۰ | سالت                | آری      |           |              |
| ۲۰۱۴ | بخشنده              | آری      |           |              |
| ۲۰۱۹ | بالاتر از سوءظن     | آری      |           |              |
| ۲۰۲۱ | ساعت ناامیدی        | آری      |           |              |
| ۲۰۲۳ | چارلی چابک          | آری      |           |              |

### تلویزیون
| سال       | عنوان  | کارگردان | تهیه‌کننده | نویسنده | یادداشت‌ها                                                    |
| --------- | ------ | -------- | --------- | ------- | ------------------------------------------------------------ |
| ۲۰۱۲–۲۰۱۱ | انتقام | آری      | آری       |         | ۲ قسمت کارگردان - ۲۱ قسمت تهیه‌کننده اجرایی- ۲ قسمت تهیه‌کننده |
| ۲۰۱۶      | ریشه‌ها | آری      |           |         | مینی‌سریال                                                    |